# Story FM
Story FM is een voormalig Belgische radiozender van Sanoma Media.

## Geschiedenis
De zender werd opgericht op 29 maart 2012 als radioversie van het weekblad Story. Aanvankelijk was de zender via FM enkel te beluisteren in Antwerpen op 107,0 FM en via internet en kabelradio. De eerste uitzending vond plaats op 29 maart 2012, het aanbod bestond uit 60% Nederlandstalige muziek. Hoofdredacteur was Frederik De Swaef. In 2015 werd de zender stopgezet en sloten de 15 lokale zenders die tot het Story FM samenwerkingsverband behoorden werden overgedragen aan FamilyRadio.